# Christiane Chabi Kao
Christiane Chabi Kao (* 30. Juni 1963 in Marseille, Frankreich) ist eine beninische Filmregisseurin und Drehbuchautorin.

## Werdegang
Chabi Kao wurde am 30. Juni 1963 in der französischen Hafenstadt Marseille geboren. Sie studierte Touristik und erwarb einen Mastergrad in Projektmanagement. 2005 drehte sie die 52-minütige Dokumentation Les enfants esclaves und 2007 den Film Les inséparables, der beim Festival Vues d'Afrique in Montreal 2008 mit dem Preis Africa numérique ausgezeichnet wurde und beim Fespaco 2009 den Menschenrechtspreis gewann. Sie ist außerdem Vorsitzende der Association Lagunimages, die das gleichnamige Filmfestival in Cotonou organisiert. Im Jahr 2015 setzte sie die Serie Les Chenapans um, zu der 2013 der Pilot bereits so weit fertig war.

## Filmografie (Auswahl)
- 2005: Les enfants esclaves
- 2007: Les inseparables
- 2015: Les Chenapans (Serie)